# Grijpskerk
À ne pas confondre avec Grijpskerke.

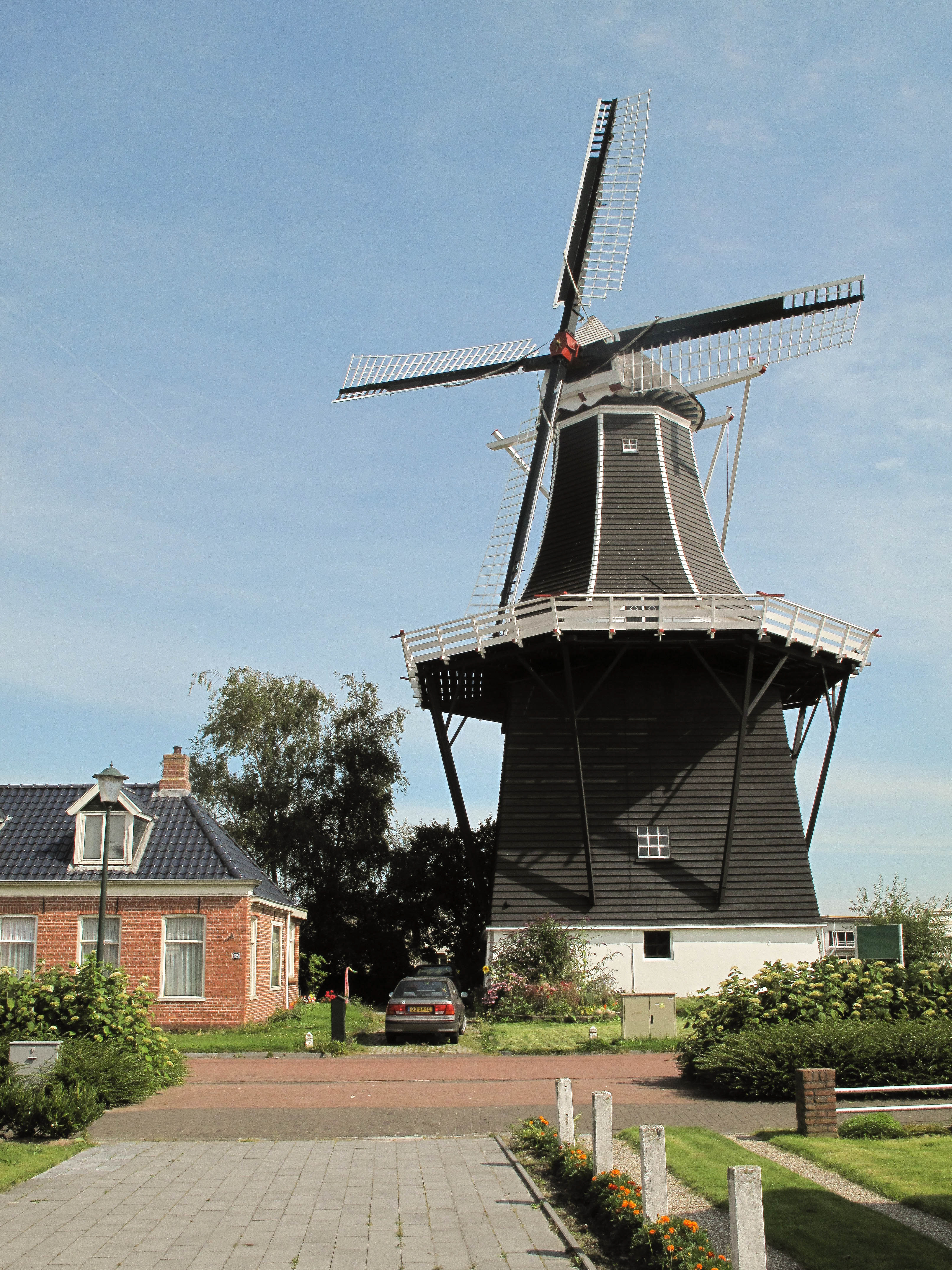
Moulin à vent De Kievit

Grijpskerk (en groningois : Gruupskerk ou Griepskerk) est un village de la commune néerlandaise de Westerkwartier, situé dans la province de Groningue. 

## Géographie
Le village est situé à 16 km au nord-ouest de Groningue.

## Histoire
Grijpskerk est une commune indépendante avant le 1er janvier 1990, date à laquelle elle est rattachée à Zuidhorn. Le 1er janvier 2019, celle-ci est à son tour rattachée à Westerkwartier.

## Démographie
Le 1er janvier 2018, le village comptait 2 772 habitants.

## Transport
Grijpskerk possède une gare ferroviaire sur la ligne de chemin de fer reliant Leeuwarden à Groningue.